# Sumatraphis celti
Sumatraphis celti är en insektsart. Sumatraphis celti ingår i släktet Sumatraphis och familjen långrörsbladlöss. Inga underarter finns listade i Catalogue of Life.